# Нівиська (Любуське воєводство)
Нівиська (пол. Niwiska) — село в Польщі, у гміні Новогруд-Бобжанський Зеленогурського повіту Любуського воєводства.
Населення — 407 осіб (2011).
У 1975-1998 роках село належало до Зеленогурського воєводства.

## Демографія
Демографічна структура станом на 31 березня 2011 року:
|          | Загалом | Допрацездатний вік | Працездатний вік | Постпрацездатний вік |
| -------- | ------- | ------------------ | ---------------- | -------------------- |
| Чоловіки | 201     | 39                 | 142              | 20                   |
| Жінки    | 206     | 43                 | 122              | 41                   |
| Разом    | 407     | 82                 | 264              | 61                   |